# Mords-moi sans hésitation
Pour plus de détails, voir Fiche technique et Distribution.
Mords-moi sans hésitation (Vampires Suck) est un film américain réalisé et écrit par Jason Friedberg et Aaron Seltzer et produit par Peter Safran, sorti en 2010. Le film est une parodie de Twilight, surtout des deux premiers films, Twilight, chapitre I : Fascination et Twilight, chapitre II : Tentation.
Le film suit Becca, une anxieuse adolescente humaine, qui est tiraillée entre deux garçons. Avant de pouvoir choisir, elle doit se débarrasser de la tutelle de son père, qui l'embarrasse en la traitant comme une enfant. Pendant ce temps, ses amis se retrouvent avec leurs propres problèmes de romance qui se mélangent avec le bal de promotion.
Comme les précédents films de Friedberg et Seltzer, le film a été éreinté par les critiques pour son humour et son intrigue,.

## Synopsis
Edward Sullen se déshabille pendant la fête de la Saint-Salvatore tandis que Becca Crane se précipite pour l'arrêter. En courant dans une fontaine, elle éclabousse accidentellement de l'eau, ce qui incite les gens à faire la fête dans la fontaine et arrête ainsi Becca. Dans un flashback, Becca Crane déménage dans la ville de Sporks, dans le nord-ouest du Pacifique, pour vivre avec son père, le shérif Frank, après que sa mère ait commencé une liaison avec le golfeur : Tiger Woods. Pendant ce temps, une tuerie est attribuée aux Canadiens, mais les véritables coupables sont un groupe de vampires généralement confondus par leur apparence avec les Black Eyed Peas. Becca se lie rapidement d'amitié avec de nombreux étudiants de son nouveau lycée, dont Jennifer. Elle est également intriguée par le mystérieux et distant Edward Sullen , dont le comportement étrange la laisse perplexe pendant leur cours de biologie.
Plus tard, lorsque Becca est presque renversée par une camionnette sur le parking de l'école, Edward arrête le véhicule en poussant un autre élève sur le chemin de la camionnette. Becca "rêve" plus tard qu'Edward était dans sa chambre ; en vérité, il l'est, mais elle est dégoûtée par les choses qu'elle fait pendant son sommeil. Après de nombreuses recherches et réflexions, Becca confronte Edward et lui dit qu'elle pense qu'il est l'un des Jonas Brothers mais Edward la corrige, disant qu'il est un vampire mais qu'il ne consomme que du sang animal, tout en tuant Alice alors qu'elle se dirigeait vers un trou qui la conduirait au Pays des Merveilles. Malgré le danger d'être à proximité d'un vampire, Becca accepte d'aller au bal avec Edward. Plus tard, Becca et Edward s'embrassent passionnément dans sa chambre. Becca tente de séduire Edward pour avoir des relations sexuelles, mais il s'abstient.
Le jour de l'anniversaire de Becca, Edward la présente à sa famille de vampires. En déballant un cadeau, Becca se coupe avec du papier. Le frère d'Edward, Jeremiah, tente de la mordre, mais est repoussé. Pour éloigner sa famille de Becca, Edward les distrait (il enferme son père et son frère dans des cabines à UV, similairement à l'une des scènes de mort dans Destination finale 3 et donne un livreur en pâture à sa mère et sa soeur qui se nourrit du sang du pauvre livreur) avant d'emmener Becca dans les bois. Il rompt ensuite avec Becca, qui pique une crise de colère après son départ. Comme elle s'y attendait, Becca est attaquée par trois vampires nomades, mais Edward intervient et la sauve.
Le départ d'Edward laisse Becca le cœur brisé pendant des mois, mais elle est réconfortée par son amitié grandissante avec son ami d'enfance Jacob White. Lorsque Becca est à nouveau abordée dans les bois par les vampires nomades, Jacob se transforme en chihuahua alors que sa meute de loups-garous arrive pour la sauver. Pendant ce temps, Edward a déménagé à Rio et sort maintenant avec Lady Gaga pour se remettre de la perte de Becca. Il est plus tard informé par sa sœur Iris, via son don de prophétie, que Becca s'est suicidée. Edward devient déprimé et décide de provoquer les " Zolturi ", un clan de vampires puissant et narcissique, pour le tuer en s'exposant au soleil devant les humains, révélant ainsi l'existence des vampires. Iris a une autre vision de la survie de Becca alors qu'il part, mais elle est incapable de l'avertir car il est déjà parti mettre son plan à exécution avec les Zolturi.
Iris arrive chez Becca et lui dit qu'elle doit sauver Edward en lui montrant qu'elle est toujours en vie. À la surprise de Becca, les Zolturi font actuellement la fête au bal de fin d'année en raison du thème de Saint Salvatore. Jacob apparaît et exige que Becca choisisse entre lui et Edward, mais juste avant qu'elle n'annonce sa décision, il est distrait par un chat et s'enfuit pour le poursuivre. En arrivant au bal de fin d'année, Becca est prise entre les factions belligérantes des fangirls d'Edward et des fangirls de Jacob . Elle est incapable d'atteindre Edward avant qu'il ne s'expose, au sens figuré et au sens propre. Cependant, le crépuscule se produit, suivi d'une nouvelle lune et d'une éclipse, cachant la nature vampirique d'Edward alors que Becca le met en sécurité. Frank arrive pour vérifier Becca, la rendant pleine d'espoir ; cependant, il pense que les créatures surnaturelles sont le thème du bal de fin d'année et s'en va. Après un combat entre lui et Aro, le chef des Zolturi où durant le combat, ils se font prendre en photo comme un couple de bal de promo, un professeur habillée comme Minerva Mcgonagall sépare plusieurs couples lors du bal et renversent accidentellement du punch sur Jennifer et son cavalier du bal. Edward est contraint de transformer Becca en vampire, au risque d'être tué de manière horrible. Il accepte de le faire à la seule condition qu'elle l'épouse, ce qu'elle accepte.
Dans la scène de mi-crédits, Edward est frappé à la tête par la chef des fangirls de Jacob. Edward survit au coup et la fille est attaquée par Becca, nouvellement vampirisée, à la fin du film.

## Fiche technique
- Titre original : Vampires Suck
- Titre français et québécois : Mords-moi sans hésitation
- Réalisation : Jason Friedberg et Aaron Seltzer
- Scénario : Jason Friedberg et Aaron Seltzer
- Production : Peter Safran et Jerry P. Jacobs
- Distribution : 20th Century Fox
- Musique : Christopher Lennertz
- Photographie : Shawn Maurer
- Montage : Peck Prior
- Costumes : Alix Hester
- Décors : Teresa Visinare
- Pays d'origine : États-Unis
- Genre : fantastique, action, romance, parodie
- Format : couleurs - 1,85:1 - DTS / Dolby Digital - 35 mm
- Pays de production :  États-Unis
- Durée : 82 minutes (Cinéma), 84 min (Non censurée)
- Date de sortie[3],[4] : 
  - États-Unis : 28 août 2010
  - France : 15 septembre 2010
  - Belgique : 1er septembre 2010
  - Canada : 20 août 2010
- Budget : 20 millions $[5]
- Box-office : 81,4 millions $[6]

## Distribution
| Personnage                | Acteur                | Équivalent dans Twilight          | Acteur dans Twilight                                  | VF                  | VQ                     |
| ------------------------- | --------------------- | --------------------------------- | ----------------------------------------------------- | ------------------- | ---------------------- |
| Becca Crane               | Jenn Proske           | Bella Swan                        | Kristen Stewart                                       | Noémie Orphelin     | Ariane-Li Simard-Côté  |
| Edward Sullen             | Matt Lanter           | Edward Cullen                     | Robert Pattinson                                      | Thomas Roditi       | Patrice Dubois         |
| Jacob White               | Chris Riggi           | Jacob Black                       | Taylor Lautner                                        | Nessym Guetat       | Hugolin Chevrette      |
| Frank Crane               | Diedrich Bader        | Charlie Swan                      | Billy Burke                                           | Arnaud Arbessier    | Daniel Picard          |
| Jennifer                  | Anneliese Van der Pol | Jessica                           | Anna Kendrick                                         | Karine Foviau       | Claudia-Laurie Corbeil |
| Rick                      | Michael Hannson       | Mike                              | Michael Welch                                         |                     |                        |
| Derric                    | Jun Hee Lee           | Eric                              | Justin Chon                                           | Donald Reignoux     |                        |
| Dr Carlton                | Jeff Witzke           | Dr Carlisle Cullen                | Peter Facinelli                                       | Bruno Choël         |                        |
| Eden                      | Crista Flanagan (en)  | Esmé Cullen                       | Elizabeth Reaser                                      |                     |                        |
| Iris                      | Kelsey Ford           | Alice Cullen                      | Ashley Greene                                         | Edwige Lemoine      | Catherine Bonneau      |
| Jeremiah                  | Nick Eversman         | Jasper Cullen (Hale)              | Jackson Rathbone                                      | Yoann Sover         |                        |
| Alex                      | Zane Holtz            | Emmett Cullen                     | Kellan Lutz                                           | Stéphane Pouplard   |                        |
| Rosalyn                   | Stephanie Fischer     | Rosalie Cullen (Hale)             | Nikki Reed                                            |                     |                        |
| Rachel                    | Arielle Kebbel        | Victoria                          | Rachelle Lefèvre (Tw1 et 2) Bryce Dallas Howard (Tw3) |                     |                        |
| Antoine                   | B.J. Britt            | Laurent                           | Edi Gathegi                                           | Daniel Lobé         | Daniel Roy             |
| Jack                      | Charlie Weber         | James                             | Cam Gigandet                                          | Axel Kiener         |                        |
| Daro                      | Ken Jeong             | Aro                               | Michael Sheen                                         | Stéphane Ronchewski |                        |
| Max                       | Rett Terrell          | Marcus                            | Christopher Heyerdahl                                 |                     |                        |
| Salvatore                 | Bradley Dodds         | Caïus                             | Jamie Campbell Bower                                  |                     |                        |
| June                      | Emily Brobst          | Jane                              | Dakota Fanning                                        |                     |                        |
| Sculley                   | David DeLuise         | Le Père Noël dans le premier film | Le pêcheur tué par les "Black Eyed Peas"              |                     |                        |
| Principal Smith           | Dave Foley            | N'existe pas                      | Pendant la fête de la Saint Salvatore                 |                     | Frédéric Desager       |
| Gossip girl               | Dana Seltzer          | N'existe pas                      | Narratrice qui se trompe de film                      | Chloé Berthier      |                        |
| Buffy contre les vampires | Krystal Mayo          | N'existe pas                      | Sarah Michelle Gellar (Buffy Summers)                 | Claire Guyot        |                        |
| Fan d'Edward              | Mandy Jacobs          | N'existe pas                      | Celle qui se fait assommer par une fan de Jacob       |                     |                        |
| Fan de Jacob n°1          | Marissa Cavazos       | N'existe pas                      | Celle qui assomme une fan d'Edward                    |                     |                        |
| Fan de Jacob n°2          | Sarah Colbert         | N'existe pas                      | Celle qui lance une massue dans la tête d'Edward      |                     |                        |
| Professeur de sciences    | Ryan Glorioso         | Bob Banner / (M.Molina)           | José Zúñiga                                           |                     |                        |
| Livreur chinois           | Bryan Philip Cruz     | N'existe pas                      |                                                       |                     |                        |
| Chinois avec le sombrero  | Anthony Moro          | N'existe pas                      |                                                       |                     |                        |
| Loup Garou 1              | Nick Gomez            |                                   | Non identifiable par rapport à la meute de Twilight   |                     |                        |
| Loup Garou 2              | Nedal « Ned » Yousef  |                                   | Non identifiable par rapport à la meute de Twilight   |                     |                        |
| Loup Garou 3              | Rodrigo Lloreda       |                                   | Non identifiable par rapport à la meute de Twilight   |                     |                        |
| Loup Garou 4              | John Franklin         |                                   | Non identifiable par rapport à la meute de Twilight   |                     |                        |
| Loup Garou 5              | Valérian Simon        |                                   | Non identifiable par rapport à la meute de Twilight   |                     |                        |

## Box-office
- Mondial : 81 millions $
- États-Unis : 37 millions $
- France : 1,7 million $ (200 000 entrées)